# Björn Andersson
Björn Andersson   (Perstorp, 20 de juliol de 1951) és un exfutbolista suec de la dècada de 1970.
Fou 28 cops internacional amb la selecció sueca amb la qual participà en la Copa del Món de Futbol de 1970.
Pel que fa a clubs, defensà els colors de Östers IF i FC Bayern Múnic.
Un cop retirat fou entrenador.